# Gmina Medulin
Gmina Medulin (chorw. Općina Medulin) – gmina w Chorwacji, w żupanii istryjskiej. W 2011 roku liczyła 6481 mieszkańców.

## Miejscowości
Miejscowości wchodzące w skład gminy Medulin:
- Banjole
- Medulin
- Pješčana Uvala
- Pomer
- Premantura
- Valbonaša
- Vinkuran
- Vintijan